# Hadrodactylus gracilis
Hadrodactylus gracilis är en stekelart som först beskrevs av Stephens 1835.  Hadrodactylus gracilis ingår i släktet Hadrodactylus och familjen brokparasitsteklar. Arten är reproducerande i Sverige. Inga underarter finns listade i Catalogue of Life.